# 中央工学校OSAKA

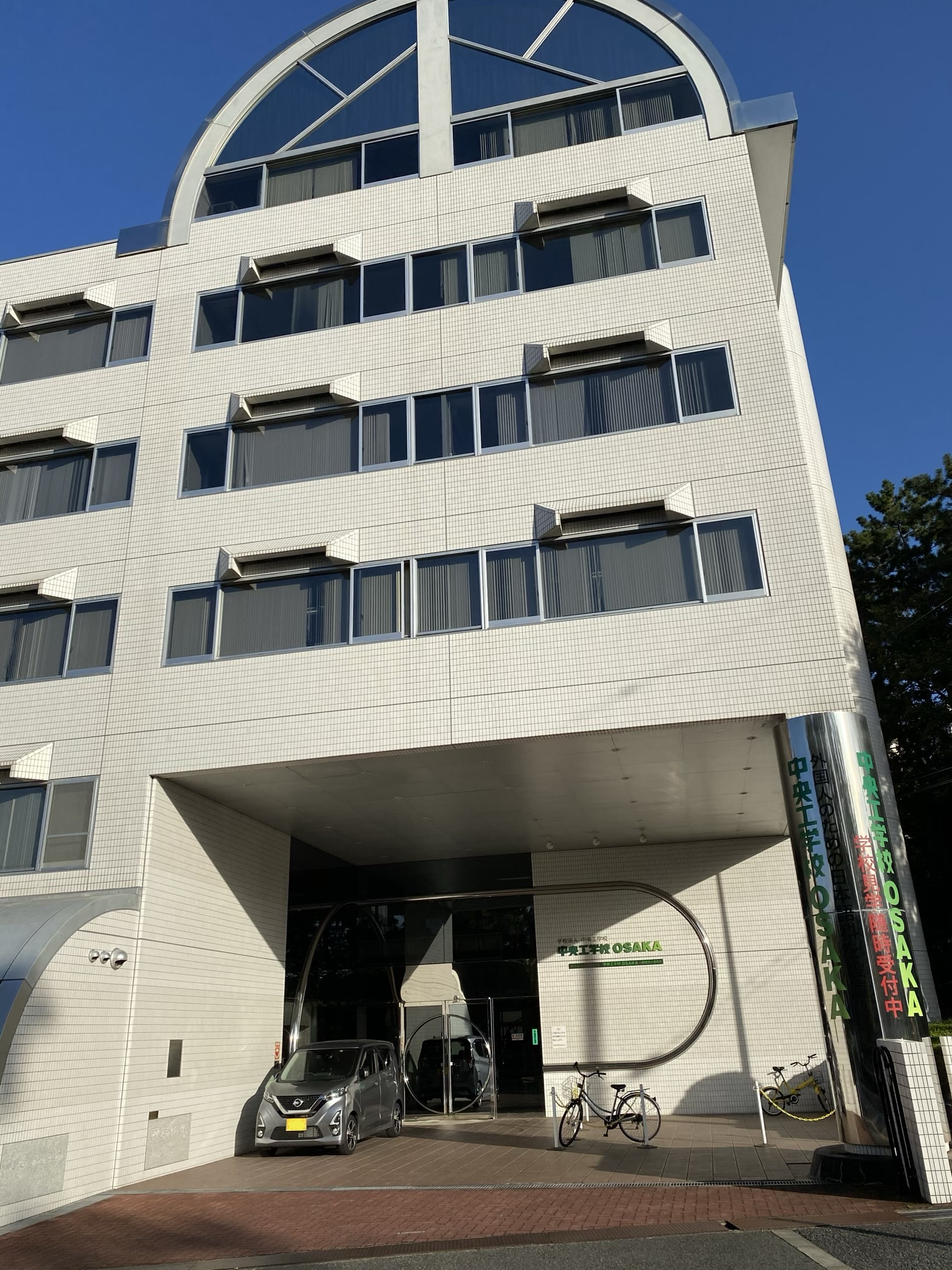
中央工学校OSAKA正面入口

中央工学校OSAKA（ちゅうおうこうがっこうおおさか）は、学校法人中央工学校が運営する、日本の専修学校。

## 概要
大阪府豊中市寺内一丁目1-43に所在し、服部緑地に隣接する。
大阪中央工学校として1980年に開校。「一人の天才よりも、千人の技術者を育てる」をモットーにオリジナルの教育システムを備える。
平成24年度より大阪府社団法人大阪府専修学校各種学校連合会（大専各）と産業界で構成されている「産学接続コース」に推奨された。

## 沿革
- 1980年 - 大阪中央工学校として開校
- 1986年 - 中央実務専門学校と改称
- 1988年 - 緑地公園に校舎を新設し、移転
- 1993年 - 2号館完成
- 2006年 - 現校名に改称
- 2008年 - 中央工学校OSAKA一級建築士事務所を開設
- 2010年 - 日本語科を開設
- 2014年 - 建築学科・インテリアデザイン科・建築CGデザイン科科建築学科（夜間部）が職業実践専門課程として文部科学大臣に任命される。
- 2015年 - 住宅デザイン科が職業実践専門課程として文部科学大臣に任命される。
- 2017年 - 学校法人中央工学校中央工学校OSAKA一級建築士事務所を開設

## 校舎
- 1号館 - 丹下健三の設計。メタリックでモダンな曲線を描くチタン材を使った丸屋根が特徴。
- 2号館 - 沖種郎の設計。緑地公園の緑が写り込むように設計されたミラーガラスや、外観の円柱部にトイレを配置するなど、随所に様々なアイデアが見られる。

## 特徴
- 学科選択システム - 1年次の後期授業開始時に、希望者は他の学科に転科が出来る。
- 1人に1台のノートパソコンを支給 - ノートパソコンを1人に1台用意し、学校だけではなく自宅でも課題が出来る。卒業時にはそのノートパソコンが贈呈される。
- 研究科では、在学中に二級建築士が受験できる「建築士合格保証制度」がある。

## 学科
- 建築学科
  - 建築設計コース
  - 施工管理コース
  - 建築設備コース
- 住宅デザイン科
  - 住宅設計コース
- インテリアデザイン科
  - インテリアスタイリングコース
  - ショップデザインコース
  - 家具・照明デザインコース
- 建築CGデザイン科
- 建築学科（夜間部）
- 研究科（入学資格が必要）
- 留学生・高校生（多文化型）
  - ブリッジエンジニア科
  - 国際コミュニケーション科

## コンペティション
- あすなろ夢建築 大阪府公共建築設計コンクール 入賞

第12回（平成14年）、第13回（平成15年）、第14回（平成16年）、第15回（平成17年）、第16回（平成18年）、第18回（平成20年)、第20回（平成22年）、第25回（平成27年）
- 日本建築学会近畿支部 卒業設計コンクール 入賞

第51回（平成8年）、第53回（平成10年）、第56回（平成13年）、第57回（平成14年）、第63回（平成20年）、第64回（平成21年）
- 社団法人インテリア産業協会 住まいのインテリアコーディネーションコンテスト 入賞

2008年 、2009年、2010年
- 社団法人商業施設技術者・団体連合会主催 主張する「みせ」学生デザインコンペ 入賞

第4回（平成18年）、第5回（平成19年）、第6回（平成20年）、第7回（平成21年）、第8回（平成22年）

## 所在地
- 〒561-0872 大阪府豊中市寺内一丁目1-43
- アクセス方法
  - 北大阪急行電鉄緑地公園駅下車、西出口より徒歩3分